# Organodesma merui
Organodesma merui är en fjärilsart som beskrevs av László Anthony Gozmány. Organodesma merui ingår i släktet Organodesma och familjen äkta malar. Inga underarter finns listade i Catalogue of Life.